# Zegriades fulvipennis
Zegriades fulvipennis är en skalbaggsart som beskrevs av Nonfried 1895. Zegriades fulvipennis ingår i släktet Zegriades och familjen långhorningar. Inga underarter finns listade i Catalogue of Life.